# Llei potencial
Una llei potencial o llei de potències és un tipus especial de relació matemàtica entre dues magnituds M i m del tipus:

{\displaystyle M=Cm^{p}}

On C és un nombre real i p un altre nombre real anomenat exponent.
Aquestes dues quantitats poden ser, o bé dues variables diferents (per exemple, el metabolisme basal d'una espècie i la massa corporal -d'acord amb l'anomenada llei de Kleiber-, o el nombre de ciutats que produeix un determinat nombre de patents), o bé una variable i la seva pròpia freqüència.
Quan les freqüències depenen del valor de la variable elevat a una constant, es diu que segueixen lleis potencials de rang-freqüència. Per exemple, un terratrèmol el doble de fort és quatre vegades menys probable. Aquestes lleis es troben en la natura i en àmbits creats per l’home, i són objecte d’investigació per part dels científics. Es tracta d’una relació entre dues quantitats on un canvi relatiu en una implica un canvi relatiu proporcional en l’altra, sense importar el seu valor inicial.

## Definició
Una relació en forma de llei potencial entre dos escalars x i és aquella que es pot expressar com segueix:

{\displaystyle y=ax^{k}\;\!,}

on a (la constant de proporcionalitat) i k (l'exponent de la potència) són constants.

La llei potencial es pot interpretar com una línia recta en un gràfic doble- logarítmic, ja que l'equació anterior es pot expressar de la manera:

{\displaystyle \log(y)=k\log(x)+\log(a)\;\!,}

que és l'equació d'una línia recta:

{\displaystyle w=ku+c\;\!,}

on s'han fet els canvis de variable {\displaystyle w=\log(y),\;\;u=\log(x),\;\;c=\log(a)=cte.}

## Propietats de lleis potencials
El principal interès de les lleis potencials rau en la seva invariància d'escala. La funció {\displaystyle f(x)=ax^{k}} (on {\displaystyle a} i {\displaystyle k} són constants), satisfà la relació:

{\displaystyle f(cx)=a(cx)^{k}=c^{k}f(x)\propto f(x),\!}

per a tota constant {\displaystyle c}. Això és, en multiplicar l'argument {\displaystyle x} per {\displaystyle c}, únicament estem multiplicant la llei potencial original per la constant {\displaystyle c^{k}}. En aquest sentit, es diu que la funció {\displaystyle f(x)} és invariant d'escala. Aquesta propietat fa que una llei potencial quedi determinada pel seu exponent, formant les funcions amb el mateix exponent una classe d'equivalència. La invariància d‟escala de la llei de potències permet realitzar estadístiques sobre les diferents escales d‟observació, per estimar l‟exponent.

### Manca de mitjana ben definida
Les lleis potencials només tenen una mitjana ben definida per a exponents menors que -2. De la mateixa manera, només tenen una variància finita quan l'exponent és inferior a -3. Això fa que sigui tècnicament incorrecte aplicar les estadístiques tradicionals basades en la variància i desviació estàndard (com l'anàlisi de regressió), sent més adequades altres eines com l'anàlisi cost-eficiència. Per exemple, assumint que en una determinada regió l'emissió contaminant d'automòbils es distribueix segons una llei potencial (molt pocs automòbils contribueixen a la gran majoria de la contaminació), n'hi hauria prou amb eliminar una petita proporció d'automòbils (els més contaminants) per reduir substancialment la contaminació total.

## Exemples
Aquestes expressions potencials es poden observar en molts camps, com la física, la biologia, la geografia, la sociologia, l'economia i la lingüística.

### Exemples de relacions potencials
- La llei de Stefan-Boltzmann
- La llei de Gompertz de mortalitat
- La correction gamma : relació entre els flux d'incident i emès.
- La llei de Kleiber que relaciona el metabolisme d'un animal amb la seva mida
- Els exponents crítics involucrats en les transicions de fase.
- La criticalitat autoorganitzada,[5] que explica la freqüència d'esdeveniments o efectes de diferent magnitud en múltiples camps, per exemple la llei de Gutenberg-Richter per avaluar la magnitud dels terratrèmols.
- La corba d'aprenentatge.
- En teoria de xarxes, les xarxes complexes lliures d'escala, on la distribució de la connectivitat està donada per una llei potencial.[6]
- L'espectre diferencial d'energia dels nuclis de raigs còsmics.
- Progrés mitjançant un creixement exponencial i la difusió d'innovacions exponencials[3]
- Distribució de Pareto.

### Exemples de llei potencial
- Distribució de probabilitat.
- Distribució Pareto.
- Distribució Weibull.
- Funció de l'oblit segons Wickelgren (1974):[7]

{\displaystyle R(t)=at^{-b}\,\!}
- Llei de Zipf.

Aquests casos semblen ajustar fenòmens tan diferents com la popularitat d'una xarxa a Internet, la riquesa de les persones (distribució de Pareto) i la freqüència de les paraules en un text.